# Dogg Chit
| Críticas profissionais | Críticas profissionais |
| Avaliações da crítica  | Avaliações da crítica  |
| Fonte                  | Avaliação              |
| ---------------------- | ---------------------- |
| Allmusic               | [ 1 ]                  |
| HipHopDX.com           | [ 2 ]                  |
| Los Angeles Times      | [ 3 ]                  |
| Okayplayer             | [ 4 ]                  |
| RapReviews.com         | (6.5/10)               |
| XXL Magazine           | [ 6 ]                  |

Dogg Chit é o quinto álbum de estúdio do grupo de Hip Hop estadunidense Tha Dogg Pound, lançado em 27 de Março de 2007 pelas gravadoras Gangsta Advisory Records, D.P.G. Recordz e Koch Records. O disco tem participações de artistas com Too Short, Snoop Dogg, RBX, The Game, e seus antigos rivais B.G. Knocc Out e Dresta.
O primeiro e único singles de promoção para o álbum foi "Vibe" que conta com a participação do rapper Snoop Dogg, e teve um vídeo lançado em acompanhamento da canção.
Com vendas de aproximadamente 11,837 na primeira semana, o álbum estreou na posição 77 na Billboard 200. Vendendo um total de 75,000 copias no Estados Unidos e 100,000 em todo o mundo.

## Faixas
| N.º | Título                      | Duração |  |
| 1.  | "Get Out of My Way"         | 5:18    |  |
| 2.  | "I'll Bury Ya"              | 3:55    |  |
| 3.  | "Everybody"                 | 4:01    |  |
| 4.  | "Anybody Killa"             | 3:59    |  |
| 5.  | "Mo' Murder"                | 4:55    |  |
| 6.  | "Vibe"                      | 4:08    |  |
| 7.  | "Can't Get Enough"          | 4:53    |  |
| 8.  | "Dat Ain't My Baby"         | 4:30    |  |
| 9.  | "Thiz Gangsta Chit Iz Ourz" | 5:20    |  |
| 10. | "1 N 1 Out"                 | 4:35    |  |
| 11. | "Where U From"              | 4:17    |  |
| 12. | "Throw Ya Hood Up"          | 4:43    |  |
| 13. | "It'z a Good Azz Day"       | 4:13    |  |
| 14. | "Pull Ya Drawz Down"        | 3:31    |  |

| Faixas bônus |                |         |  |
| N.º          | Título         | Duração |  |
| 15.          | "Blast On 'Em" | 4:01    |  |
| 16.          | "Bucc 'Em"     | 4:45    |  |
| 17.          | "Blaze It Up"  | 4:30    |  |

## Desempenho nas paradas
| Paradas (2007)                                | Melhor posição |
| --------------------------------------------- | -------------- |
| Canadá (RPM R&B)                              | 15             |
| Estados Unidos (Billboard Independent Albums) | 6              |
| Estados Unidos (Billboard 200)                | 77             |
| Estados Unidos (Top R&B/Hip Hop Albums)       | 24             |